# Марченко Марина

Мурал: Марина Марченко. м. Авдіївка

Марченко Марина (1943, Небелівка, Кіровоградська область, УРСР — 13 лютого 2025, Дніпро, Дніпропетровська область, Україна) — українська вчителька української мови з Авдіївки. Заслужений учитель України.

## Біографія
Народилася в Кіровоградській області, у селі Небелівка у багатодітній родині. Школу закінчила у Черкаській області.
1961 року вступила до Слов'янського педінституту на вчителя початкових класів, згодом направили її працювати — у школу «Більшовик» на станції Желанна Ясинуватського району, де вчителювала п'ять років та познайомилася зі своїм чоловіком, який був організатором позашкільної роботи.
Також жінка закінчила Луганський педагогічний інститут на спеціальність «Вчитель української мови та літератури».
1965 року подружжя переїхало до Авдіївки. З того часу
жінка працювала там аж до березня 2022 року. Спершу — у 5-ій, а згодом у 6-ій школі. В той час як її чоловік працював на коксохімічному заводі.
З початком російсько-української війни у 2014 році, жінка адаптувала свої уроки під нові потреби та обставини, в яких опинилися діти.
|  | Дітям і так зараз нелегко, мені не хочеться, щоб ще й навчання їм давалося тяжко. Саме тому, наприклад, ми співаємо на уроках українські пісні на слова відомих поетів. Для дітей так цікавіше. |

У 2016 році на одному з будинків м. Авдіївка, зруйнованому обстрілом бойовиків, австралійський художник Гвідо Ван Хелтен (Guido van Helten) намалював портрет Марини Марченко. Саме поблизу цього будинку у 2014 році важко поранили чоловіка Марини Марченко.
Про історію муралу розповів куратор і засновник міжнародного арт-проекту Art United Us Гео Лерос на своїй Facebook-сторінці:
|  | Ця робота несе в собі величезну силу в виразі обличчя цієї людини, вона ніби промовляє їм з умиротворенням на обличчі: так, ви можете обстріляти нас, зруйнувати наші будинки, але ми нікуди не підемо з нашої батьківщини. Протягом цих двох днів поки ми малювали, за два кілометри від нас було здійснено більше сотні ударів. |

У квітні 2019 року Марина Марченко отримала державну нагороду Заслужений учитель України з рук Президента України Петра Порошенка.
Під час візиту на Донбас Президент відвідав школу № 6 прифронтового міста, де Марина Марченко викладає українську мову і під час вручення їй нагороди зазначив: «Я впевнений, що після ваших уроків діти знають українську навіть краще президента».
Померла в евакуації у Дніпрі 13 лютого 2025 року.